# Razamanaz
Albums de Nazareth
Exercises
(1972) Loud'n'Proud
(1973)
Razamanaz est le troisième album studio du groupe écossais Nazareth, sorti en mai 1973. Il est leur premier album à entrer dans les charts britanniques.

## Razamanaz
1. Razamanaz (Agnew/Charlton/McCafferty/Sweet) [3 min 50 s]
2. Alcatraz (Leon Russell) [4 min 22 s][1]
3. Vigilante Man (Woody Guthrie) [5 min 21 s][2]
4. Woke Up This Morning (nouvelle version) (Agnew/Charlton/McCafferty/Sweet) [3 min 53 s]
5. Night Woman (Agnew/Charlton/McCafferty/Sweet) [3 min 29 s]
6. Bad Bad Boy (Agnew/Charlton/McCafferty/Sweet) [3 min 57 s]
7. Sold My Soul (Agnew/Charlton/McCafferty/Sweet) [4 min 49 s]
8. Too Bad Too Sad (Agnew/Charlton/McCafferty/Sweet) [2 min 55 s]
9. Broken Down Angel (Agnew/Charlton/McCafferty/Sweet) [3 min 44 s]

Bonus réédition CD 2009
10. Hard Living (face B de "Bad Bad Boy") (Agnew/Charlton/McCafferty/Sweet) [3 min 01 s]
11. Spinning Top face B de ""Bad Bad Boy") (Agnew/Charlton/McCafferty/Sweet) [3 min 06 s]
12. Razamanaz (BBC Sessions) [4 min 15 s]
13. Night Woman (BBC Sessions) [3 min 25 s]
14. Broken Down Angel (BBC Sessions) [4 min 02 s]
15. Vigilante Man (BBC Sessions) [5 min 04 s]

## Musiciens
- Dan McCafferty (chant)
- Manuel Charlton (guitares (électrique, acoustique, slide, banjo, chœurs)
- Pete Agnew (basse, chœurs)
- Darrell Sweet (batterie, percussions, chœurs)

## Crédits
- Album enregistré à The Group's Gang Hut de Jamestown (Écosse) avec The Pye Mobile Unit.
- Produit par Roger Glover
- Mixé à AIR London
- Photographies : Finn Costello et Patrick Walters
- Pochette : Dave Field
- BBC Sessions : enregistré aux Malda Vale Studios pour le Bob Harris Show sur BBC Radio 1.

Produit par Pete Ritzema et enregistré par Bill Aitken
Diffusé le 26 mars 1973